# 日本産業館

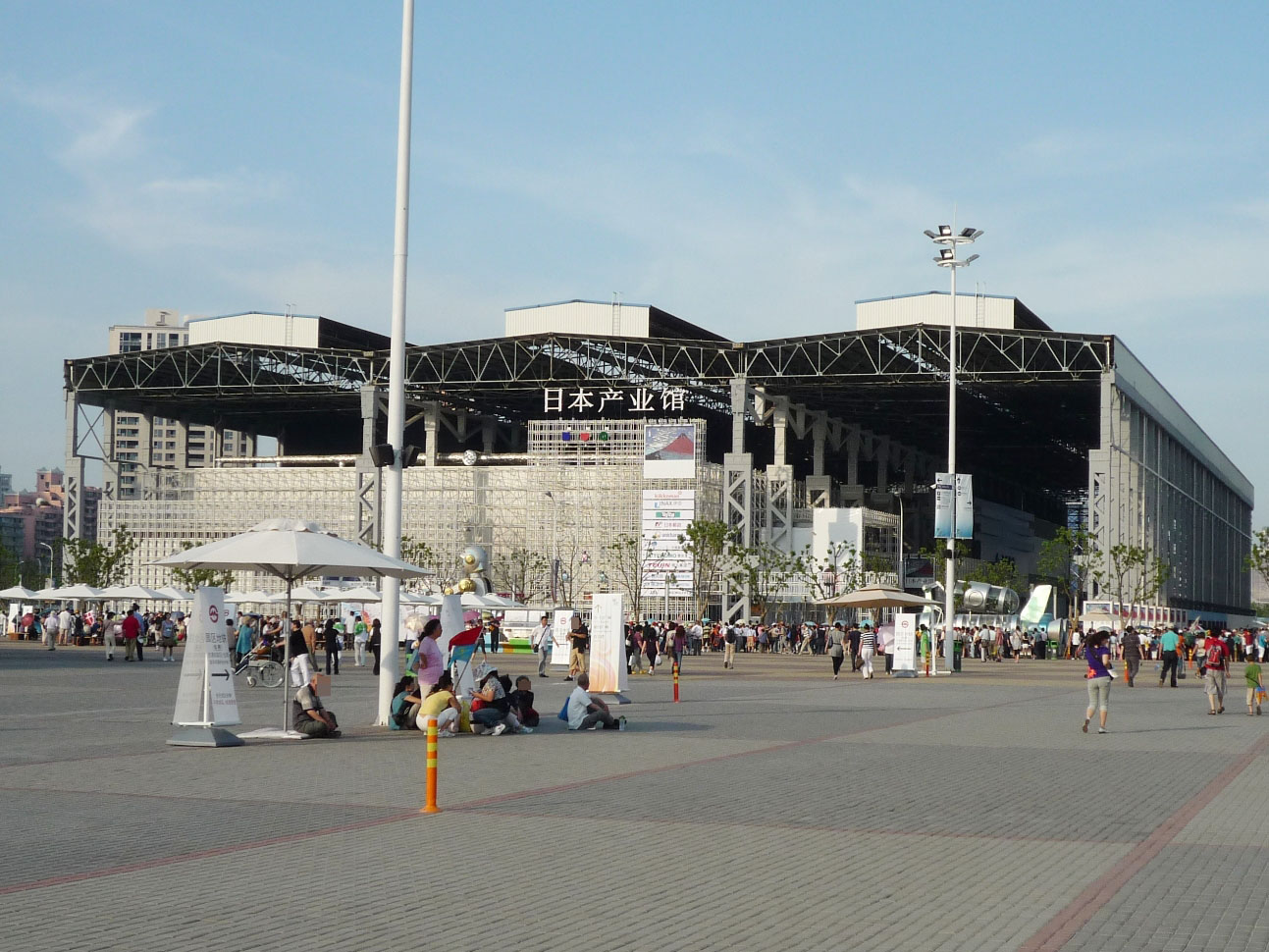
日本産業館全景

日本産業館（にほんさんぎょうかん）は、2010年5月1日から同年10月31日まで、中華人民共和国の上海市の上海世博園で開かれていた上海国際博覧会（上海万博）に出展されていた民間企業・自治体のパビリオンである。総合プロデューサーは、堺屋太一。建物は江南造船の造船所の建物を再利用した大屋根の下に、シスコ館・交通銀行と共に建てられていた。

## 概要
日本産業館は日本の企業や自治体が連合して出展した大規模展示館であった。日本産業館は、外国民間企業の初の合同出展館で、後に外国企業連合館として韓国企業聯合館が出展し、中国上海の企業が連合となり上海企業連合館が出展した。日本の歴史においてきわめて珍しい外国での万国博における民間企業と地方自治体の大規模民間連合出展パビリオンであった。テーマは「 Better Life from JAPAN（日本の創るよい暮らし／来自日本美好生活）」。基本コンセプトは「きれイ、かわいイ、きもちいイ」（＝Ｊ感覚）。

### プロデューサー
- 総合プロデューサー　堺屋太一
- 副総合プロデューサー　北本正孟
- 建築プロデューサー　寺崎由起
- 運営・行催事プロデューサー　林洋司

### 館長
- 秋岡栄子

### 顧問
- デザインディレクション　喜多俊之（IDKデザイン）
- 建築顧問　馬場璋造（㈱建築情報システム研究所）
- 法律顧問　和田誠一郎（和田誠一郎法律事務所）

### デザイナー
- デザイナー　内藤久幹（㈱トーキョウ・グレート・ビジュアル）
- デザイナー　坂茂（坂茂建築設計）
- デザイナー　藤本壮介（藤本壮介建築設計事務所）
- デザイナー　間宮吉彦（㈱インフィクス設立）
- デザイナー　吉岡徳仁（吉岡徳仁デザイン事務所）
- デザイナー　小渕暁子（aube design）

### 出展企業/団体
出展参加（50音順）
- 株式会社INAX / 大塚製薬株式会社 / キッコーマン株式会社 / 帝人グループ / テルモ株式会社 / トステム株式会社 / 日本郵政グループ / ユニ・チャーム株式会社

自治体参加（50音順）
- 静岡県 / 横浜市

施設参加（50音順）
- 近鉄グループ / ダイキン工業株式会社 / 株式会社日本航空インターナショナル

営業参加（50音順）
- SMBCコンサルティング / キッコーマン株式会社 / コクヨ株式会社 / 白ハト食品工業株式会社 / ミキハウス / ベネリック / 本家さぬきや

出資参加（50音順）
- 株式会社大林組 / 堺屋太一研究所 / 株式会社千趣会 / 株式会社丹青社 / TSP太陽株式会社

### 展示
- メイン展示

帝人グループ　　　「生命の星」
テルモ　　　　　　「3Dシアター 医療の進化」
大塚製薬　　　　　「人類と地球のたからもの」
ユニ・チャーム　　「誕生の軌跡」
日本郵政グループ　「心の架け橋」
トステム　　　　　「夢のあるくらし　金門玉堂」
INAX      　 　　「青花流水 Blue & White」
キッコーマン　　　「おいしい記憶をつくりたい。」

### 面白施設
- メインエントランス「高原の風」（ダイキン工業）
- 待機場「百面劇場」（静岡県・近鉄グループ・横浜市）
- メインショーシアター「宴 -UTAGE-」
  - 6分間の映像で、日本の伝統文化・伝統様式美から現代芸能、サブカルチャーまでを紹介した。AKB48・ガンダム・リカちゃん・初音ミクなどが登場した。演出は大河ドラマなどを数多く手がけた元NHKディレクターの村上佑二。
  - 上映の前に中国人アテンダントがまず日本語で、次いで中国語で飲食・撮影禁止などのお願いを観客に対して述べた。日本語は日本人観客に対して述べていると言うよりも中国人観客に日本らしさを感じさせる演出であった。
  - メインショーシアターを飛ばしてメイン展示だけを見る行列も設定されていた。こちらの方が入館時間が少なくて済んだが、非常に評価の高かったメインショーシアター「宴 -UTAGE-」を見ずして日本産業館を見たとは言えなかった。
- 「世界一トイレ」（INAX・サラヤ）
  - 入館時に入口で配布される「福袋」の中に当たり券が、入っていた入館者だけが体験できた。中には、黄金のトイレも展示してあった。

以下の施設は入館しなくても見ることができた
- JALステージ（日本航空インターナショナル）
  - 週替わりでショーやイベントが行われた。INAXとサラヤの共催で「トイレの神様」を歌う植村花菜のライブが行われたこともある。
- LED天井壁画「日月天飛翔」（阪和興業）
- 夢ROBO（ファミリー、池田泉州銀行、日本パワーファスニング、太陽ケーブルテック、トヨシマ、ゼニトライプイ、フジオフードシステム）
  - 館の西側の壁の梯子をひたすら昇り降りするロボット。勤勉な日本人を表していた。
  - 博覧会終了後は大阪各地で公開・運転されている。

### 店舗
これらの店舗では中国人スタッフが中国の人に対しても日本語で挨拶した。
- 料亭「紫 MURASAKI」（キッコーマン）
  - 3000元（1元＝14円として1人42,000円）のコース（飲物代は別）しか用意されていなかった。
- 未来郵便局体験館（コクヨ）
- 大阪屋 / たこ家道頓堀くくる / らぽっぽ（白ハト食品工業）
- どんぐり共和国（ベネリック）
- mikihouse（ミキハウス）
- SMBCC World（SMBCC）
- 日本美食（本家さぬきや）

## 経過
- 2007年12月21日：「上海万国博日本産業館出展合同会社」を設立
- 2008年 9月19日：「日本産業館」出展表明
- 2009年 3月 9日：「日本産業館」出展正式契約
- 2009年 7月 4日：「日本産業館」起工式
- 2010年 4月20日：「日本産業館」プレオープン
- 2010年 5月 1日：「日本産業館」開館
- 2010年10月31日：「日本産業館」閉館
- 2011年 3月31日：「上海万国博日本産業館出展合同会社」を解散